# 吉米·约翰逊
吉米·约翰逊（英語：Jimmie Kenneth Johnson，1975年9月13日—），美国印第賽車系列賽职业赛车手，隶属于全国运动汽车竞赛协会，他曾七次获得斯普林特盃系列賽冠军，生于加利福尼亚州埃尔卡洪。